# Kaorigaoka Liberté Középiskola
A Kaorigaoka Liberté Középiskola (香ヶ丘リベルテ高等学校) egy Aszakajamában (Oszaka, Szakai, Szakai-ku) található középfokú magániskola, amelyet 1922-ben, Szakai Aiszen Leányiskola (堺愛泉女学校) néven alapította az Oszaka Prefektúrai Szakai Középiskola egykori diákjaiból álló Aiszen-kai (愛泉会) alumni egyesület.
Az iskola 2005-ben megkapta a japán Oktatási, Kulturális, Sport, Tudományos és Technológiai Minisztériumtól a Super English Language High School (SELHi) besorolást.

## Híres tanulói
- Jano Mikiko, divatmodell
- Vatasze Jú, mangaka
- Rina, zenész[2]
- Aszuka Rin, tarento[3]
- Ozava Mika, gyorskorcsolyázó[4]
- Avasima Midori, színésznő